# Henri Coandă
Henri Coandă (romanès: Henri Marie Coandă)  (Bucarest, 7 de juny de 1886 - Bucarest, 25 de novembre de 1972) va ser un inventor romanès, pioner de l'aerodinàmica i constructor d'un avió experimental, el Coandă-1910 descrit per Coandă a mitjans dels anys 50 com el primer jet del món, una afirmació controvertida, discutida per uns i recolzada per altres. Va inventar un gran nombre d'aparells, va dissenyar un "plat volador" i va descobrir l'efecte Coandă de la dinàmica de fluids.

## Biografia
Primers anys de vida
Henri Coandă va néixer a Bucarest i va ser el segon fill d'una família nombrosa. El seu pare era el general Constantin Coandă, professor de matemàtiques a l'Escola Nacional de Ponts i Carreteres. La seva mare, Aida Danet, era filla del metge francès Gustave Danet, i va néixer a Bretanya. Coandă va recordar més tard a la vida que des de la infància va quedar fascinat pel miracle del vent.
Més tard, va assistir a l'escola primària a l'escola comunal Petrache Poenaru de Bucarest, després (1896) va començar la seva carrera de secundària al Liceu Sf. Sava (Saint Sava National College). Després de tres anys (1899), el seu pare, que desitjava una carrera militar per a ell, el va fer traslladar a l'escola secundària militar de Iaşi on va necessitar quatre anys addicionals per completar l'escola secundària. Es va graduar el 1903 amb el grau de sergent major, i va continuar els seus estudis a l'Escola d'Artilleria, Enginyeria Militar i Naval de Bucarest. Enviat amb un regiment d'artilleria a Alemanya (1904), es va matricular a la Technische Hochschule de Charlottenburg, Berlín.
Finalment, es va graduar com a oficial d'artilleria, però estava més interessat en els problemes tècnics del vol. El 1905, va construir un avió de míssils per a l'exèrcit romanès. Va continuar els seus estudis (1907–08) a l'Institut Montefiore de Lieja, Bèlgica, on va conèixer Gianni Caproni. El 1908 Coandă va tornar a Romania per servir com a oficial actiu al Segon Regiment d'Artilleria. L'esperit del seu inventor no s'adaptava bé a la disciplina militar i va obtenir permís per abandonar l'exèrcit, després de la qual cosa va aprofitar la seva llibertat renovada per fer un llarg viatge en automòbil a Esfahan, Teheran i el Tibet.
Activitats d'aviació a França
Al seu retorn el 1909, va viatjar a París, on es va matricular a la recentment fundada École Nationale Supérieure d'Ingénieurs en Construction Aéronautique (actual École Nationale Supérieure de l'Aéronautique et de l'Espace, també coneguda com SUPAERO). Un any més tard (1910) es va graduar al capdavant de la primera promoció d'enginyers aeronàutics.

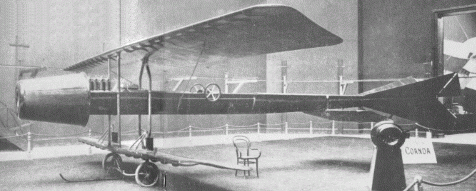
Avió Coandă-1910

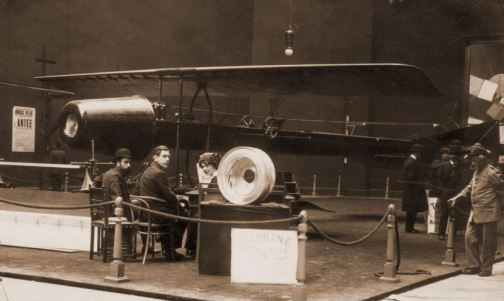
Avió Coandă-1910 amb el turbopropulsor en una pantalla independent

El 1910, al taller de Gianni Caproni, va dissenyar i construir un avió conegut com el Coandă-1910, que va mostrar públicament al segon Saló Aeronàutic Internacional de París aquell any. L'avió va utilitzar un motor de pistons de 4 cilindres per alimentar un compressor rotatiu que estava pensat per impulsar l'embarcació mitjançant una combinació de succió a la part davantera i flux d'aire cap a la part posterior en lloc d'utilitzar una hèlix.
Fonts contemporànies descriuen el Coandă-1910 com a incapaç de volar. Anys més tard, després que altres havien desenvolupat la tecnologia de jet, Coandă va començar a afirmar que es tractava d'un motorjet i que realment volia. Segons Charles Gibbs-Smith: "Mai no va haver-hi idea d'injectar combustible; la màquina mai va volar; mai es va destruir en prova; i Flight va assenyalar que es va vendre a un Monsieur Weyman". Gibbs-Smith va continuar: "L'afirmació deia que després d'un accident desastrós (que no va passar mai) Coandă volia començar un 'segon avió', però 'els seus fons estaven esgotats'. Al cap d'un any va estar... exposant (l'octubre de 1911) una nova màquina propulsada per hèlix al Concours Militaire de Reims." Altres escriptors d'aviació van acceptar la història de Coandă sobre les seves proves de vol amb el Coandă-1910.
El col·lega de Coandă a Huyck Corporation, G. Harry Stine —un científic de coets, autor i "el pare del model de coets nord-americà"— va afirmar en el seu llibre The Hopeful Future que "hi havia diversos avions propulsats a reacció en existència en un primer moment: el Coandă-1910 i el Caproni Campini N.1 de 1938, el vol d'avió a reacció pur es va fer a Alemanya el 1938". Rolf Sonnemann i Klaus Krug de la Universitat de Tecnologia de Dresden, van esmentar de passada en el seu llibre de 1987 Technik und Technikwissenschaften in der Geschichte (Tecnologia i ciències tècniques en la història) que el Coandă-1910 va ser el primer jet del món.

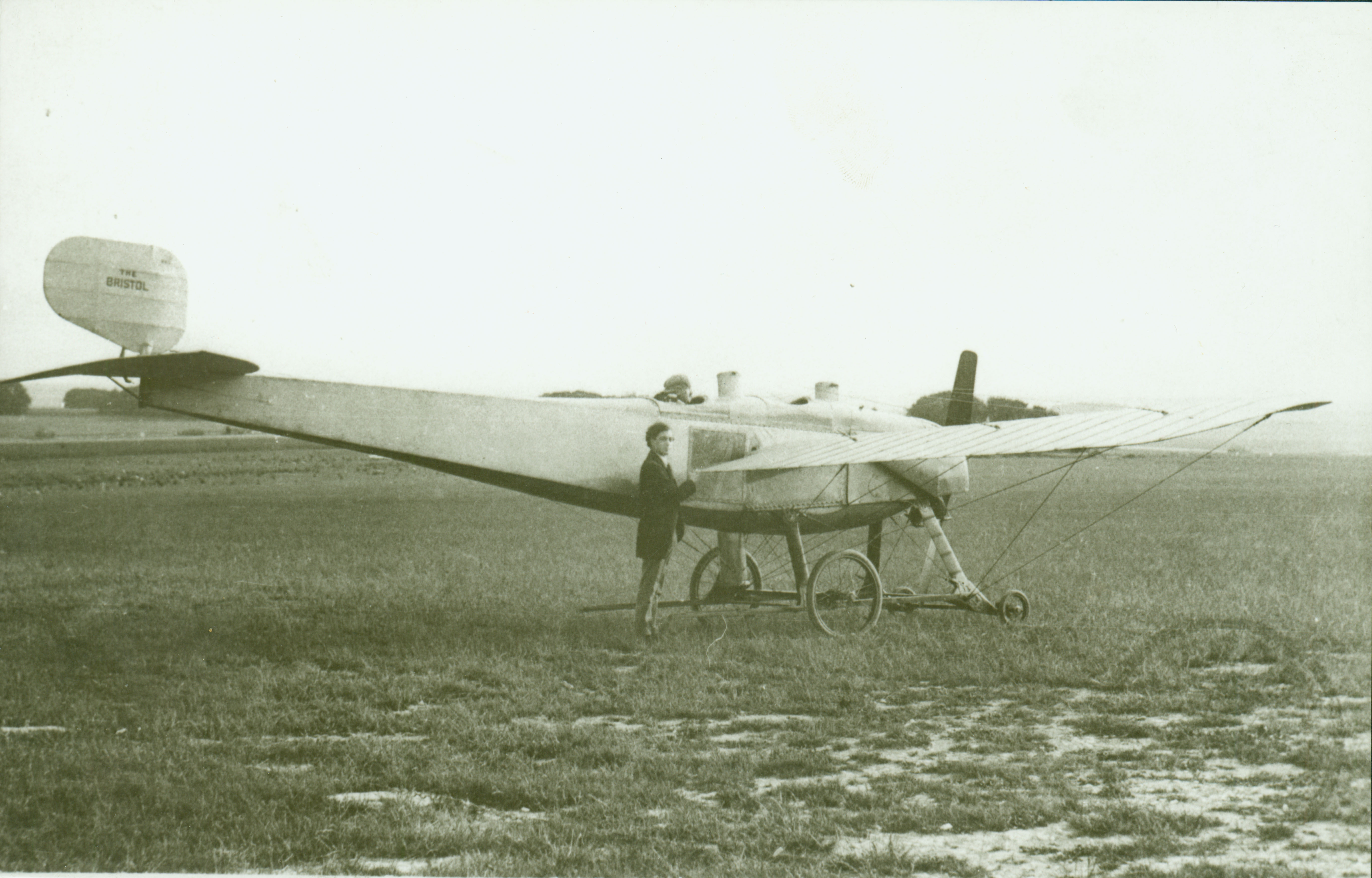
1912 Monoplà Bristol-Coanda

Entre 1911 i 1914, va treballar com a director tècnic de la Bristol Airplane Company al Regne Unit, on va dissenyar diversos avions coneguts com els Bristol-Coanda Monoplanes. El 1912 un d'aquests avions va guanyar un premi al British Military Airplane Competition.
El 1915, va tornar a França on, treballant durant la Primera Guerra Mundial per a Delaunay-Belleville a Saint-Denis, va dissenyar i construir tres models diferents d'avió d'hèlix, inclòs el Coandă-1916, amb dues hèlixs muntades prop de la cua. Aquest disseny s'havia de repetir a l'avió de transport Sud Aviation Caravelle dels anys cinquanta, del qual Coandă era consultor tècnic.
En els anys d'entreguerres, va continuar viatjant i inventant. El 1934 se li va concedir una patent francesa relacionada amb l'Efecte Coandă. A principis de 1930 va utilitzar el mateix principi com a base per al disseny d'un avió en forma de disc anomenat Aerodina Lenticulară (aerodina en forma de lent), un avió en forma de "plat volador" que utilitzava una font no especificada de gasos d'alta pressió per fluir a través d'un sistema de ventilació en forma d'anell. El 1936 Coandă va sol·licitar una patent per a dissenyar-la, però no es va construir mai cap versió pràctica a escala real.
Segona Guerra Mundial
Coanda va passar la Segona Guerra Mundial a la França ocupada on va treballar per als nazis per ajudar els seus esforços bèl·lics desenvolupant el sistema d'accionament turbopropulsador (turbohèlix) del seu biplà de 1910 en un sistema de propulsió per a trineus de neu. El contracte alemany es va concloure després d'un any, sense produir plans de producció.
Treball posterior
La investigació de Coandă sobre l'efecte Coandă va ser d'interès després de la guerra i es va convertir en la base per a diverses investigacions sobre el flux arrastrat o augmentat. Es podria utilitzar un petit corrent d'un fluid d'alta velocitat per generar un major flux de massa, a menor velocitat. Tot i que finalment no va tenir èxit per a la propulsió d'avions, aquest efecte s'ha fet servir àmpliament a una escala més petita, des de la maquinària d'envasat per a pastilles petites fins al ventilador sense fulles Dyson Air Multiplier.
El 1969, durant els primers anys de l'era Ceauşescu, va tornar a passar els seus últims dies a la seva Romania natal, on va exercir com a director de l'Institut de Creació Científica i Tècnica (INCREST) i el 1971 es va reorganitzar, juntament amb el professor Elie Carafoli., el Departament d'Enginyeria Aeronàutica de la Universitat Politècnica de Bucarest, que el va derivar del Departament d'Enginyeria Mecànica.
Coandă va morir a Bucarest el 25 de novembre de 1972 a l'edat de 86 anys. Està enterrat al cementiri de Bellu.

## Honors i premis
- 1965: Coandă va rebre el premi Harry Diamond Laboratories a l'International Automation Symposium de Nova York.
- Va rebre una beca honorífica de la Royal Aeronautical Society el 1971[1]
- L'aeroport internacional Henri Coandă de Bucarest porta el seu nom.
- Premi i Gran Medalla d'Or "Vielles Tiges".
- Premi UNESCO d'Investigació Científica
- La Medalla de l'Aeronàutica Francesa, l'Ordre del Mèrit i l'anell del comandant

## Invencions i descobriments
- 1910: El Coandă-1910, un avió experimental impulsat per un ventilador per conductes.
- 1911: Un avió propulsat per dos motors que acciona una sola hèlix:[14] la configuració va cancel·lar el parell dels motors.
- Va inventar un nou material decoratiu per a la construcció, el beton-bois; un exemple destacat del seu ús és el Palau de la Cultura, a Iaşi.
- El descobriment més famós de Coandă fou l'efecte Coandă. Després de més de 20 anys estudiant aquest fenomen juntament amb els seus col·legues, Coandă va descriure el que més tard va anomenar Albert Metral "l'efecte Coandă". Aquest efecte s'ha utilitzat en moltes invencions aeronàutiques. Vegeu Efecte Coanda #Aplicacions
- Un sistema modular de dessalinització d'aigua de mar i transformació a aigua dolça, basat en l'energia solar, un sistema net, ecològic i adaptable.[15]